# 波多黎各总督
波多黎各总督 （英語：Governor of Puerto Rico；西班牙語：〔男性〕或〔女性〕），为波多黎各政府的民選行政首脑，也是波多黎各国民警卫队的統帥。1948年至今，波多黎各总督皆由公民选举产生。

## 大航海时代之前
泰诺族是加勒比海多个海岛上的原住民。领导人被称为酋长“Cacique”。期间最有名的酋长是阿圭巴纳一世（1510年逝世）以及他的兄弟阿圭巴纳二世（1511年逝世）。阿圭巴纳一世是西班牙探险家在1493年11月19日哥伦布第一次登上波多黎各时的酋长，被当地人称为“伟大的太阳” ("The Great Sun")。阿圭巴纳一世逝世后，阿圭巴纳二世继任酋长，他被称为“勇敢者”("El Bravo")。他发动了1511泰诺族叛乱，对西班牙殖民者在岛上发生冲突并被杀害。至今他在第二大城庞赛市(Ponce)有立雕像。

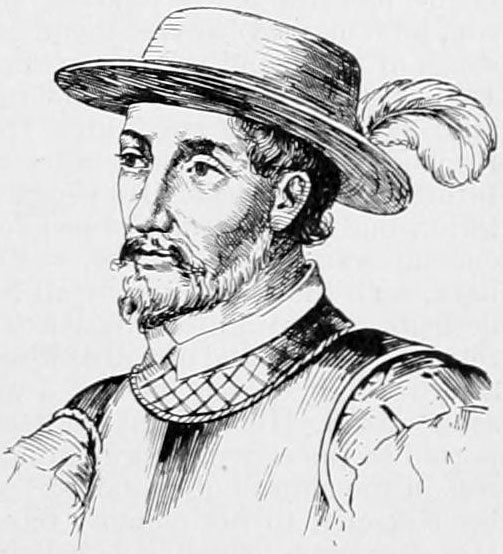
胡安·庞塞·德莱昂

## 西班牙统治时期
1508年－1898年为西班牙统治期间，共147任总督。第一任总督是文艺复兴时期西班牙大探险家胡安·庞塞·德莱昂，他与航海家哥伦布在1493年的第二次大航海探险同队。胡安·庞塞·德莱昂分别于1508－1509、1510－1511以及1515－1519 三次担任波多黎各第一、第三和第七任总督。他的外孙胡安·庞塞·德莱昂二世为第28任波多黎各总督，也是第一位出生在波多黎各岛的总督（西班牙统治时期）。

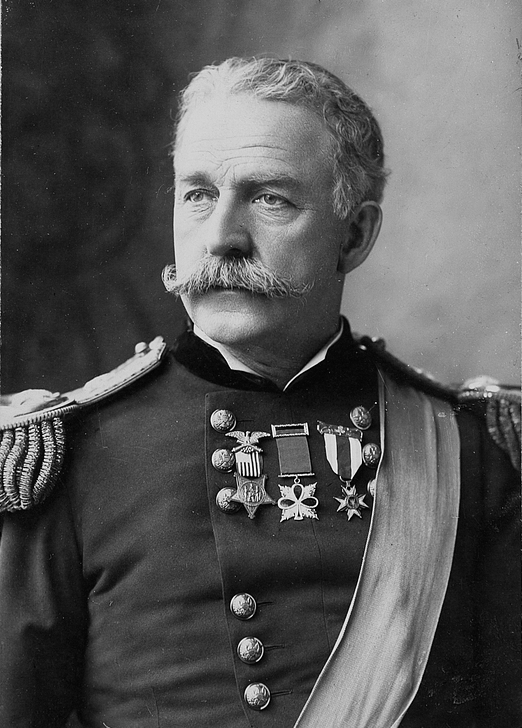
纳尔逊·阿普莱顿·迈尔斯

1898年发生美西战争。

## 美国直接管理时期
1898年-1900年，为美国军政府殖民统治时期（美西战争后），共有4位总督。分别为：军队总指挥官纳尔逊·阿普莱顿·迈尔斯、少将约翰·R·布鲁克、少将盖伊·弗农·亨利和少将乔治·怀特菲尔德·戴维斯。
1900年5月1日－1946年9月2日，波多黎各总督开始由美国总统直接任命，期间共23任总督，期间包括几任代理总督。查尔斯· 赫伯特· 艾伦是威廉·麦金莱任命的第一位非军事总督（civil governor）。赫苏斯·T·皮涅罗（任期：1946年9月2日－1949年1月2日）是波多黎各制宪前、美国总统直接任命的最后一任总督。他也是唯一一位被任命的波多黎各人所担任的总督。

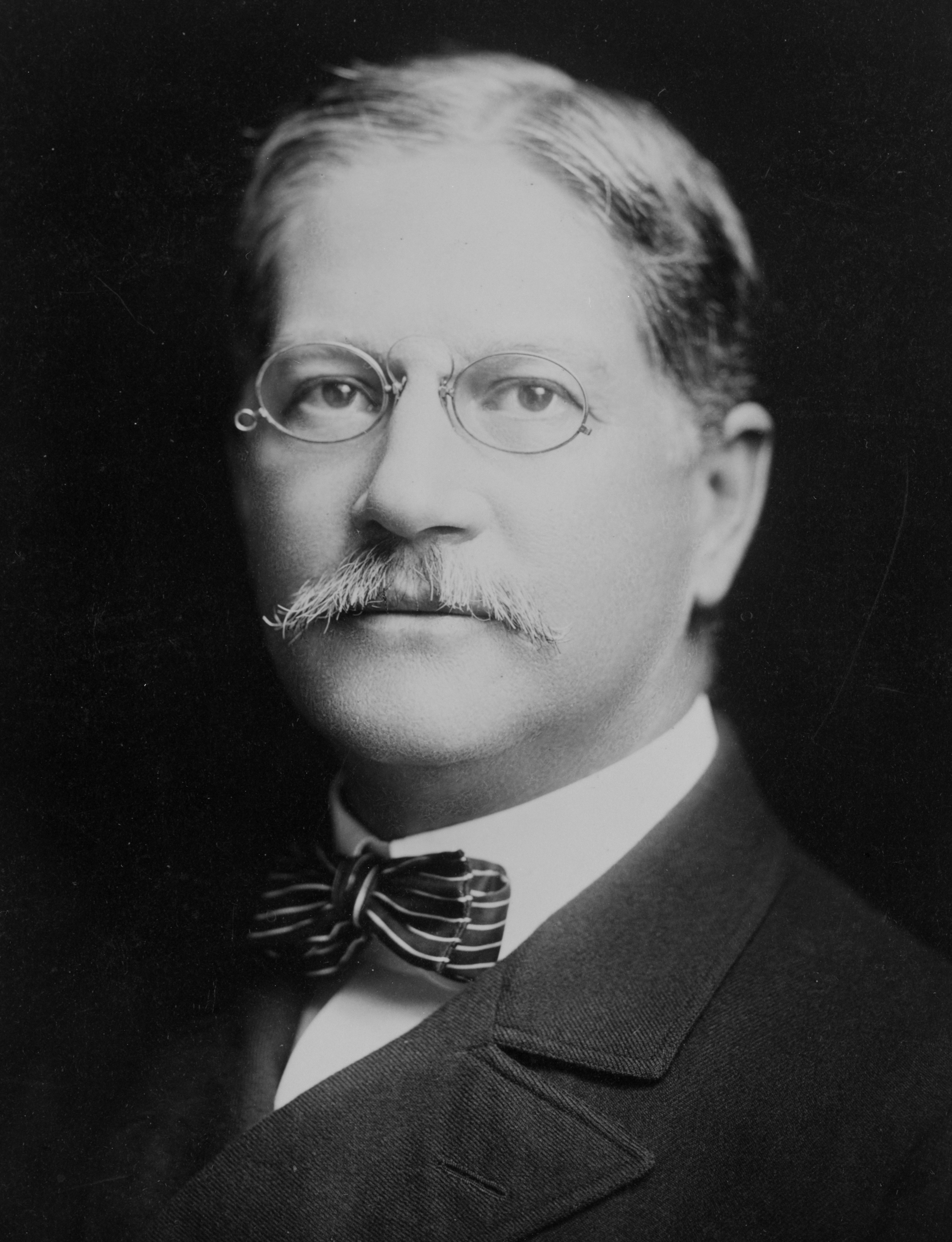
Charles Herbert Allen

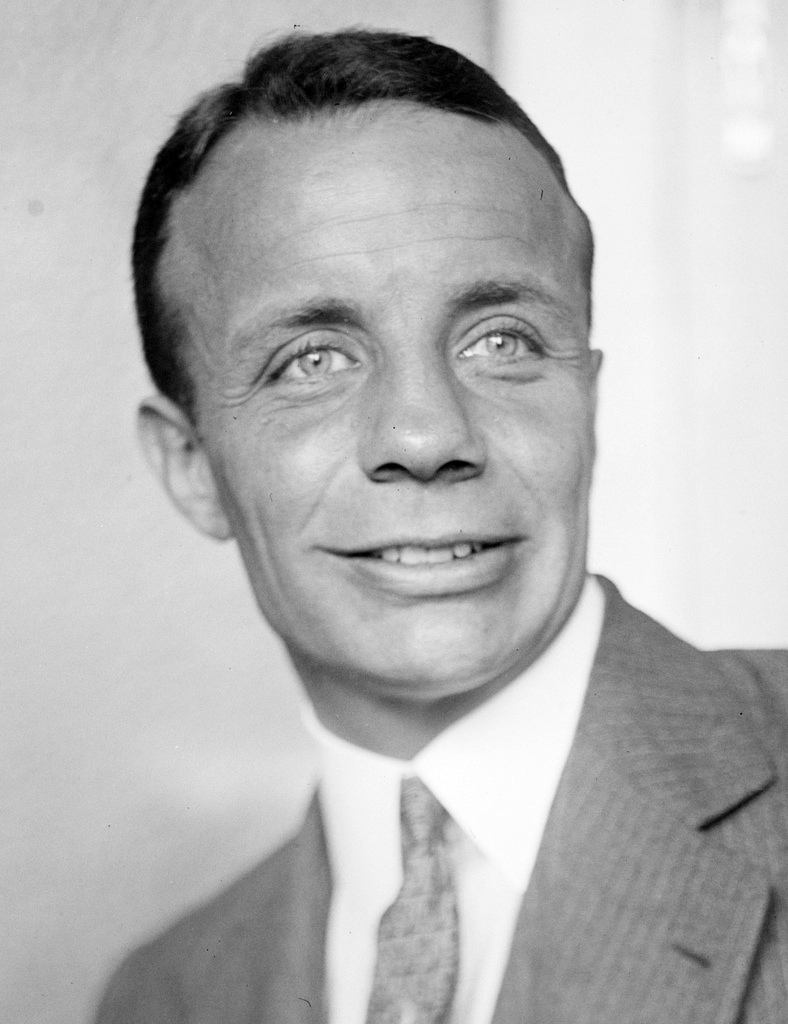
西奧多·罗斯福三世

威廉·D·莱希

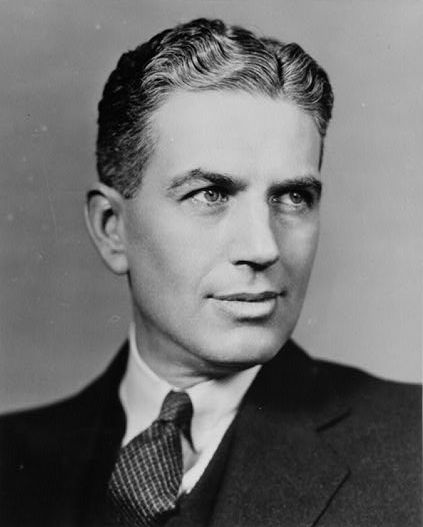
雷克斯福德·特格韦尔

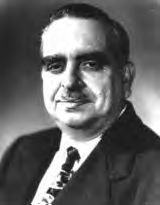
Jesús T. Piñero

历任直接任命（非军事）总督列表（*为代理总督，**为第二次代理总督）

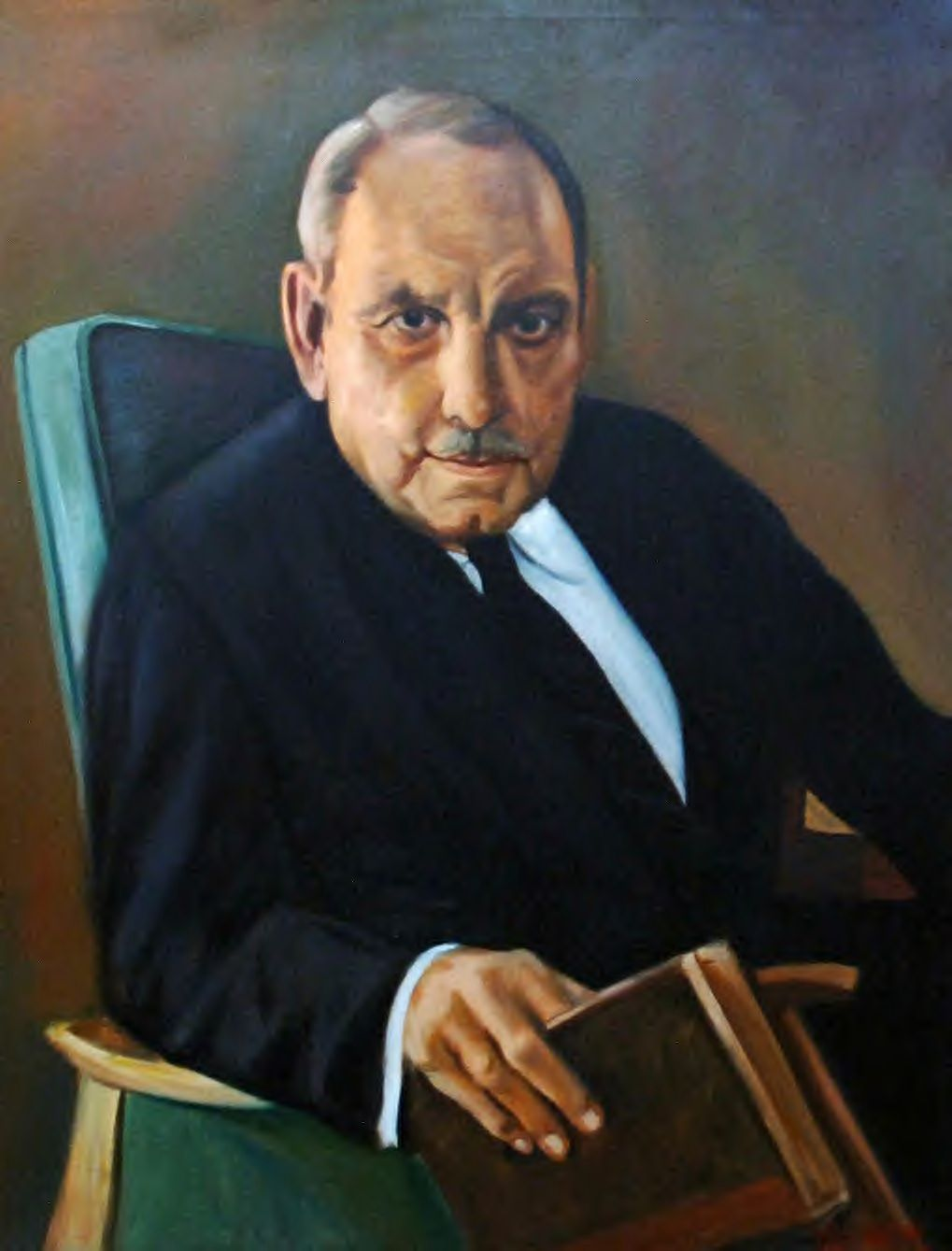
路易斯·穆尼奥斯·马林

| 任职年限                     | 姓名                    | 出生地       | 毕业院校(最高学历)                    | 其他要职                       | 政党   | 任命人（美国总统）     |
| ---------------------------- | ----------------------- | ------------ | ------------------------------------- | ------------------------------ | ------ | ---------------------- |
| 1900年5月1日–1901年9月15日   | Charles Herbert Allen   | 马萨诸塞州   | 阿默斯特学院                          | 美国众议员（麻州）             | 共和党 | 威廉·麦金莱            |
| 1901年9月15日–1904年7月4日   | William Henry Hunt      | 路易斯安那州 | 执业律师指导下攻读法律 （reading law) | 美国联邦第九巡回上诉法院法官   | 共和党 | 西奥多·罗斯福          |
| 1904年7月4日–1907年4月17日   | Beekman Winthrop        | 新泽西州     | 哈佛法学院                            | 美国财政部副部长               | 共和党 | 西奥多·罗斯福          |
| 1907年4月17日–1909年11月6日  | Regis Henri Post        | 纽约州       | 哈佛大学                              | 美国红十字会主席               | 共和党 | 西奥多·罗斯福          |
| 1909年11月6日–1913年11月5日  | George Radcliffe Colton | 伊利诺伊州   | 诺克斯学院 （Knox College）           | 中校                           | 共和党 | 威廉·霍华德·塔夫脱     |
| 1913年–1921年                | Arthur Yager            | 肯塔基州     | 约翰霍普金斯大学                      | 无                             | 民主党 | 伍德罗·威尔逊          |
| 1921年5月15日–1921年7月30日  | José E. Benedicto *     | 波多黎各     | 密西根大学法学院                      | 波多黎各财政部长               | 不详   | 沃伦·加梅利尔·哈定     |
| 1921年7月30日–1923年3月      | Emmet Montgomery Reily  | 密苏里州     | 无                                    | 报业和地产商人                 | 共和党 | 沃伦·加梅利尔·哈定     |
| 1921年3月–1923年4月6日       | Juan Bernardo Huyke *   | 波多黎各     | 无                                    | 波多黎各红十字会主席           | 共和党 | 沃伦·加梅利尔·哈定     |
| 1923年4月–1929年9月29日      | Horace Mann Towner      | 伊利诺伊州   | 西北大学和芝加哥大学                  | 美国众议员（艾奥瓦州）         | 共和党 | 沃伦·加梅利尔·哈定     |
| 1929年8月–1929年9月9日       | James R. Beverley *     | 得克萨斯州   | 得克萨斯大学奥斯汀分校                | 波多黎各司法部长               | 共和党 | 赫伯特·胡佛            |
| 1929年9月9日–1932年1月       | 西奧多·罗斯福三世       | 纽约州       | 哈佛大学                              | 菲律宾总督                     | 共和党 | 赫伯特·胡佛            |
| 1932年1月–1933年7月23日      | James R. Beverley       | 得克萨斯州   | 得克萨斯大学奥斯汀分校                | 波多黎各司法部长               | 共和党 | 赫伯特·胡佛            |
| 1933年7月23日–1934年1月1日   | Robert Hayes Gore       | 肯塔基州     | 不详                                  | 报业商人                       | 民主党 | 富兰克林·德拉诺·罗斯福 |
| 1934年1月1日–1934年2月5日    | Benjamin Jason Horton * | 堪萨斯州     | 不详                                  | 波多黎各司法部长               | 民主党 | 富兰克林·德拉诺·罗斯福 |
| 1934年2月5日–1939年6月25日   | Blanton Winship         | 乔治亚州     | 乔治亚大学                            | 少将                           | 民主党 | 富兰克林·德拉诺·罗斯福 |
| 1939年5月12日–1939年9月11日  | José E. Colom *         | 波多黎各     | 宾夕法尼亚大学                        | 中校                           | 不详   | 富兰克林·德拉诺·罗斯福 |
| 1939年9月11日–1940年11月28日 | 威廉·D·莱希             | 艾奥瓦州     | 美国海军学院                          | 五星上将（海军）               | 不详   | 富兰克林·德拉诺·罗斯福 |
| 1940年11月28日–1941年2月3日  | José Miguel Gallardo *  | 波多黎各     | 北卡罗来纳大学                        | 教授                           | 民主党 | 富兰克林·德拉诺·罗斯福 |
| 1941年2月–1941年8月          | Guy J. Swope *          | 宾夕法尼亚州 | 哥伦比亚大学国际公共事务学院          | 美国众议员（宾州）             | 民主党 | 富兰克林·德拉诺·罗斯福 |
| 1941年7月24日–1941年9月19日  | José Miguel Gallardo ** | 波多黎各     | 北卡罗来纳大学                        | 教授                           | 民主党 | 富兰克林·德拉诺·罗斯福 |
| 1941年9月19日–1946年9月2日   | 雷克斯福德·特格韦尔     | 纽约州       | 哥伦比亚大学                          | 教授，罗斯福的智囊团成员       | 民主党 | 富兰克林·德拉诺·罗斯福 |
| 1946年9月2日–1949年1月2日    | 赫苏斯·T·皮涅罗         | 波多黎各     | 宾夕法尼亚大学                        | 美国众议院居民代表（波多黎各） | 民主党 | 哈里·S·杜鲁门          |

## 历任总督 （制宪后）
- 1949－1965：路易斯·穆尼奥斯·马林
- 1965－1969：羅貝托·桑切斯·比萊利亞
- 1969－1973：路易斯·费雷
- 1973－1977：拉斐尔·埃尔南德斯·科隆
- 1977－1985：卡洛斯·罗梅罗·巴塞洛
- 1985－1993：拉斐尔·埃尔南德斯·科隆
- 1993－2001：佩德罗·罗塞略
- 2001－2005：西拉·玛丽亚·卡尔德龙
- 2005－2009：阿尼瓦尔·阿塞维多·比拉
- 2009－2013：
- 2013－2017：亚历山大·加尔西亚·帕迪利亚
- 2017－2019：瑞奇·羅瑟洛
- 2019－2019：佩德羅·皮爾路易西
- 2019－2021：萬達·巴斯克斯·加斯德（英语：Wanda Vázquez Garced）
- 2021－2025：佩德羅·皮爾路易西
- 2025－：詹妮弗·岡薩雷斯